# دهان‌بی‌دفاع‌سوسماران
دهان‌بی‌دفاع‌سوسماران (نام علمی: Stomatosuchidae) نام یک تیره از رده خزندگان است.